# Reschen am See

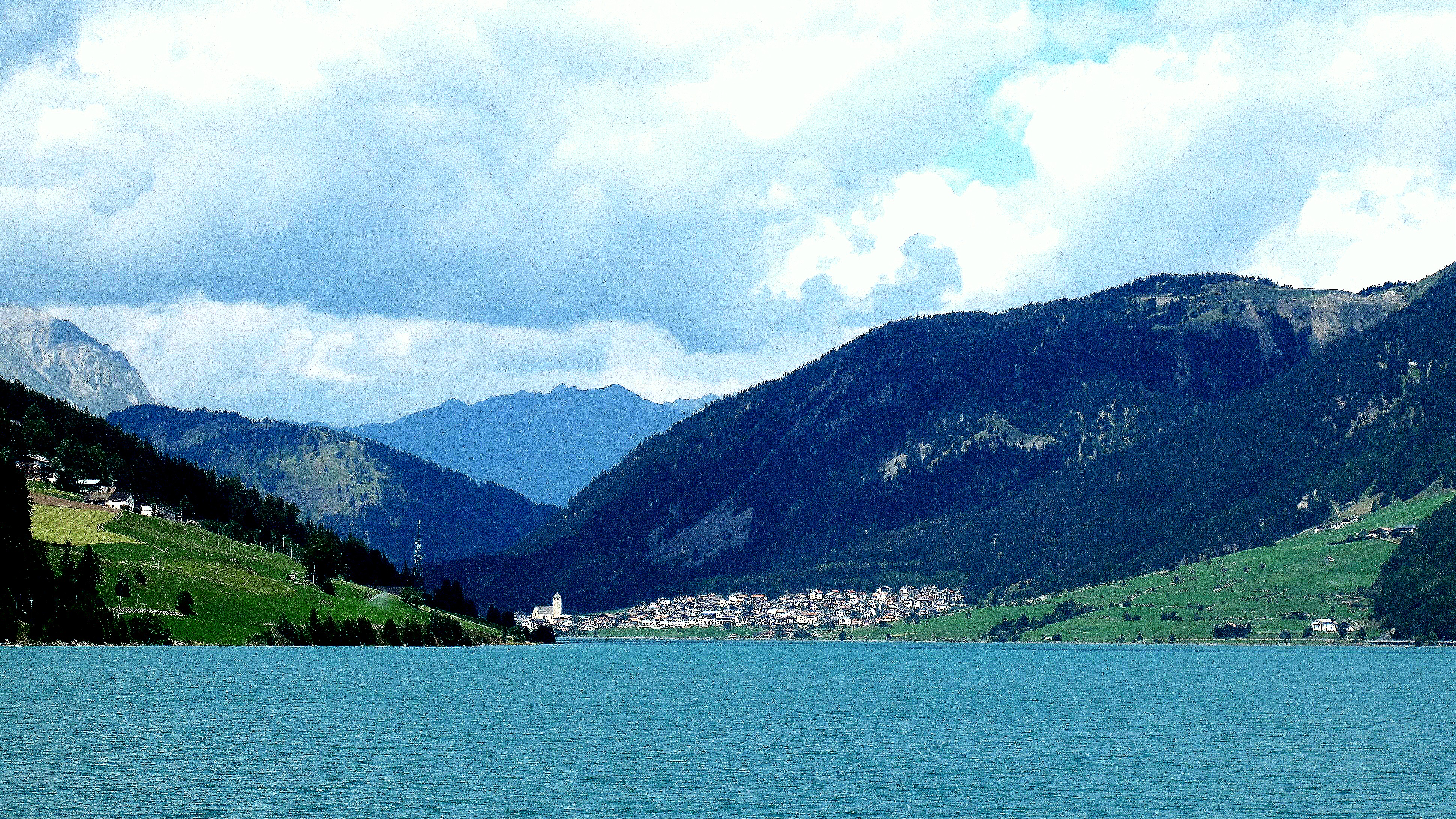
Reschensee und Reschen am See
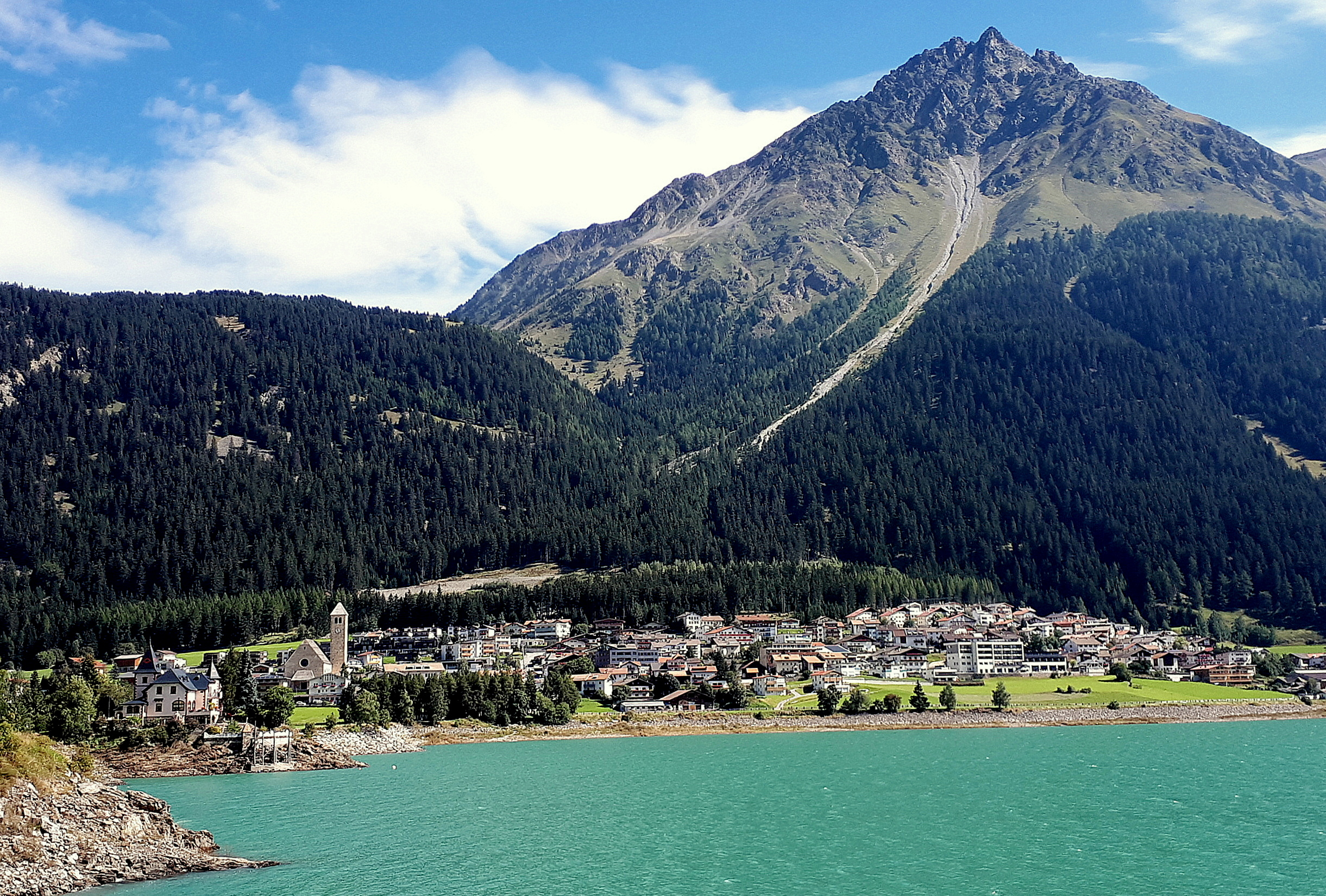
Blick auf Reschen mit Klopaierspitze

Reschen am See (italienisch Resia) ist ein Dorf in Südtirol und eine der vier Fraktionen der Gemeinde Graun im Vinschgau. Der Ort liegt auf knapp über 1500 m Meereshöhe im Vinschgau bzw. Vinschger Oberland, dem höchsten Abschnitt des Etschtals, nahe der italienisch-österreichischen Staatsgrenze. Unmittelbar nördlich vom Dorf befindet sich die Passhöhe des Reschenpasses, an dem die Etsch, der zweitlängste Fluss Italiens, entspringt. Direkt südlich erstreckt sich der Reschensee, gegen Südwesten zweigt hier das Rojental ab. 
Für das Dorf mit 900 Einwohnern spielt der Tourismus eine große Rolle. Das zweite wirtschaftliche Standbein Reschens ist die Landwirtschaft und hier fast ausschließlich die Rinderzucht und Milchwirtschaft. Dadurch ist das Landschaftsbild rund um den Reschensee und im Rojental durch saftige Wiesen gekennzeichnet.
Das zu Reschen gehörende Skigebiet Schöneben ist für die Region von besonderem touristischem und wirtschaftlichem Belang.

## Geschichte

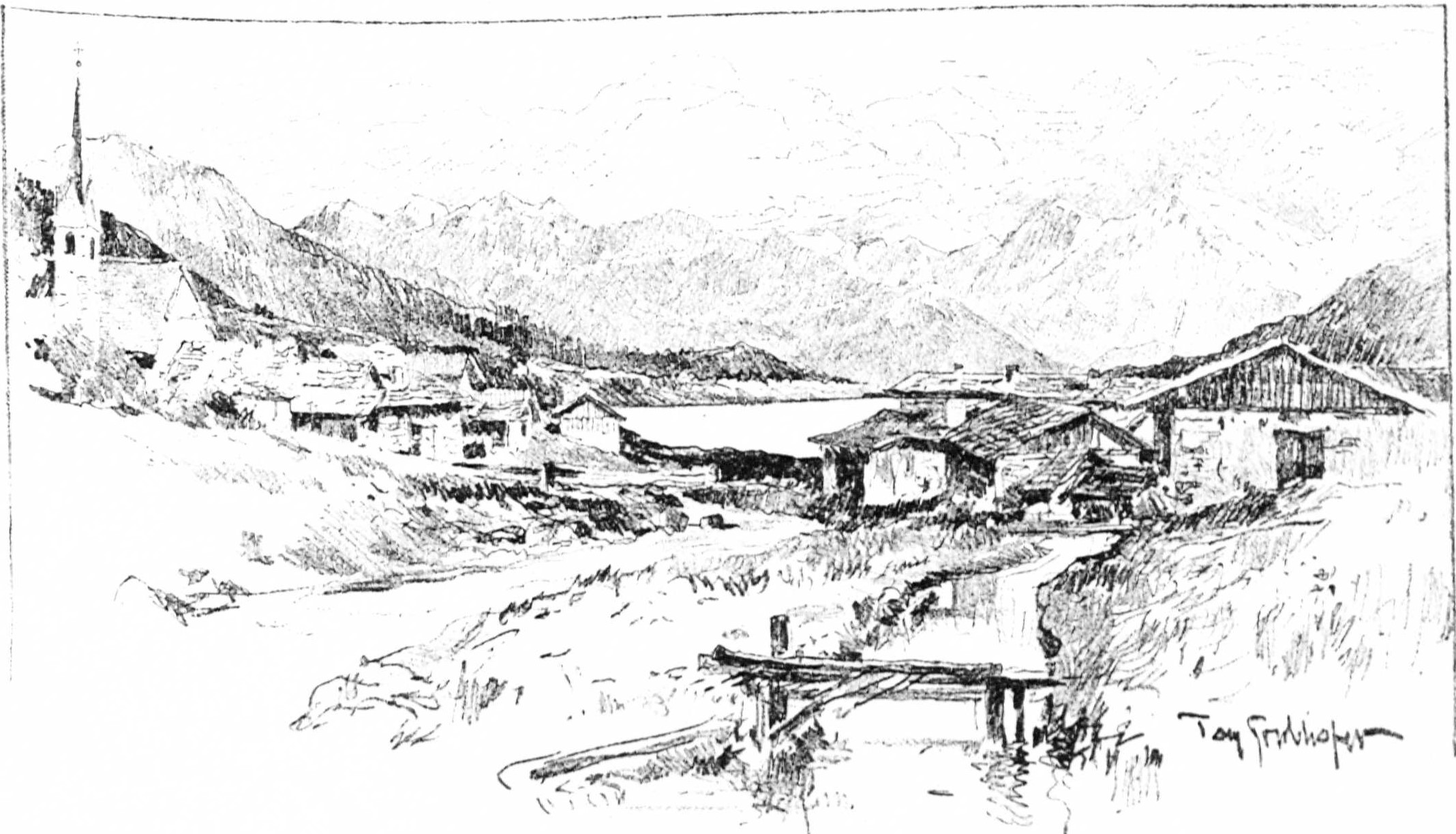
Tony Grubhofer: Reschen (1899)

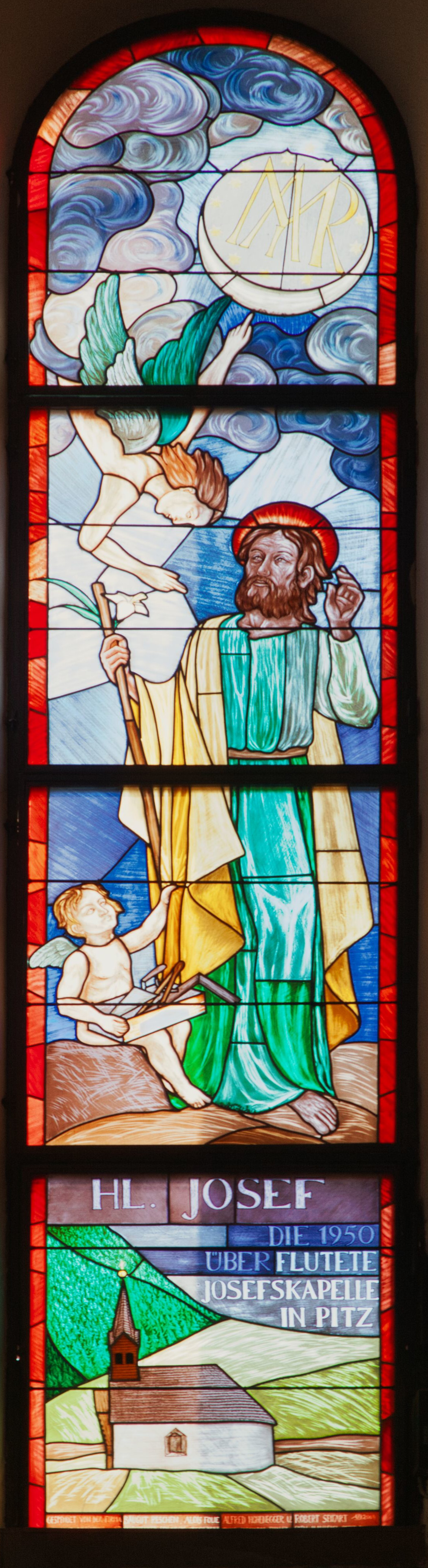
Glasgemälde in der Pfarrkirche St. Sebastian erinnert an die Überflutung

Der Name geht laut Karl Finsterwalder auf einen großen Einzelhof zurück, der 1393 als der Resche erstgenannt ist und auf einen deutschen Übernamen für einen Hofinhaber zurückgeht (resch = stark, kräftig). 
In Reschen wurde im 19. Jahrhundert der letzte Bär Südtirols geschossen, bis im Jahre 2005 der mit dem Namen JJ1 versehene Bär durch Südtirol streifte. Heute noch werden die Dorfbewohner Reschens Bärenschießer genannt.
Nach dem Ersten Weltkrieg wurde das heutige Südtirol von Italien annektiert. Mit dem Inkrafttreten des Vertrags von Saint-Germain 1920 wurde Reschen zum Grenzort an der neu gezogenen italienisch-österreichischen Staatsgrenze. 1928 wurde das bis dato eigenständige Reschen der neuen Großgemeinde Graun im Vinschgau zugeschlagen.
Um Reschen herum befinden sich zahlreiche Bunkeranlagen des Vallo Alpino aus der Zeit des Faschismus. Faszinierend sind dabei die Ausmaße der unterirdischen Anlagen, etwa auf Plamort oberhalb von Reschen. Früher war das Gebiet um die Bunker militärisches Sperrgebiet. Heute kann man außerhalb des Orts zahlreiche künstliche Felsen entdecken, die aufklappbar sind und hinter denen sich große Schießscharten verbergen.
Ein bedeutender Teil des Dorfs ging bei der Stauung des Reschensees 1950 verloren. Dies machte die Wiedererrichtung zahlreicher Gebäude, darunter der Pfarrkirche St. Sebastian, an einem höheren Standort notwendig.

## Bildung
In Reschen gibt es eine Grundschule für die deutsche Sprachgruppe.

## Verkehr
Reschen wird von der SS 40 und der Radroute 2 „Vinschgau–Bozen“ durchquert.

## Sport
Alljährlich findet im Sommer der Reschenseelauf statt. Mit einer Teilnehmerzahl von ca. 3000 Läufern zählt der Reschenseelauf zu den großen Laufereignissen in Südtirol. Die 15,3 km lange Strecke führt durch Wälder, Wiesen und rund um den Reschensee, in dem der Kirchturm von Alt-Graun steht.
Im Winter steht der Wintersport (Ski, Snowboard, Rodeln) im Mittelpunkt. Das Skigebiet Schöneben wurde bereits mehrfach für die gute Pistenpflege international ausgezeichnet. Die Liftanlagen sind modern und die Pisten abwechslungsreich. 
Für Partyhungrige ist Reschen eher weniger geeignet. Beim ortsansässigen SC Reschen werden immer wieder Skitalente professionell ausgebildet und entwickeln sich zu Kaderfahrern.
Seit 2008 finden auf dem gefrorenen Reschensee die Internationalen Deutschen Snowkitemeisterschaften statt (siehe: Snowkiting). Weil der See im Gegensatz zu vielen deutschen Snowkite-Gebieten eine sehr hohe Schnee- und Windsicherheit bietet, hatten sich die Veranstalter für ihn als regelmäßigen Austragungsort für die Meisterschaften entschieden. Zudem ist er durch seine Lage im Dreiländereck Südtirol, Österreich, Schweiz auch für aktive Fahrer aus anderen Alpenländern sehr gut zu erreichen. Da es sich um eine offene Meisterschaft handelt, nehmen neben deutschen Sportlern auch Aktive aus Österreich, der Schweiz, Italien, Skandinavien und Osteuropa teil. Während die Wettkämpfe 2008 noch direkt am berühmten Kirchturm Höhe Graun ausgetragen wurden, finden die Veranstaltungen nun am Nordende des Sees in Reschen statt.

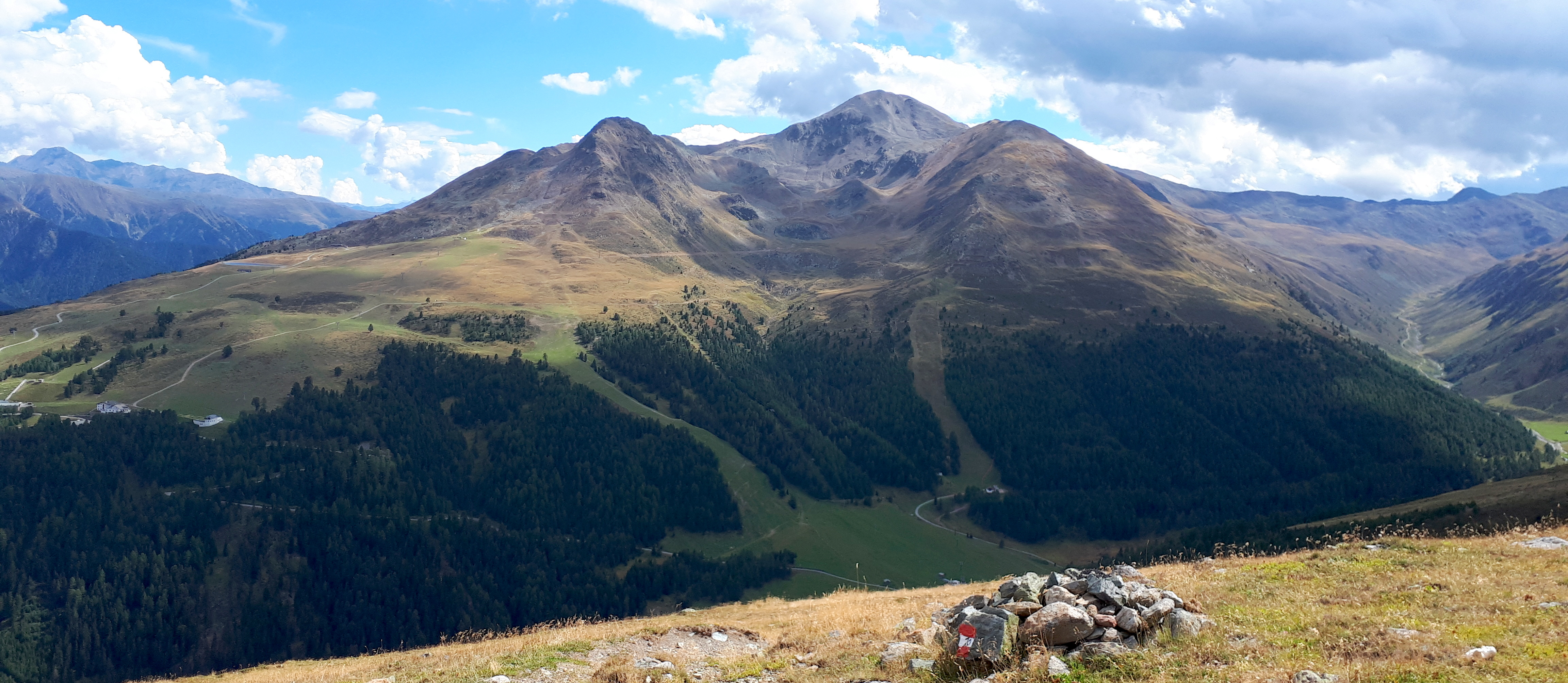
Zehner-, Elfer-, Zwölferkopf

Im Sommer können Bergtouren unternommen werden. Hier ist als eine der schwersten Routen sicherlich die Besteigung der Weißkugel zu erwähnen. Nichts für Schwindlige ist die Klopaierspitze, wo  Abgründe auf den Bergsteiger warten.
Für Einsteiger  geeignet ist die Tour auf den Zehnerkopf. Ausgangspunkt ist hierbei die Bergstation der Umlaufbahn des Skigebietes Schöneben. Anschließend kann vom Gipfel aus über ein Grat Richtung Elferspitze (höchster Berg um Reschen) und schließlich wieder hinunter zum Zwölferkopf gewandert werden.
Diese drei Berge haben ihren Namen daher, weil vom Weiler Rojen aus die Sonne zur passenden Uhrzeit über dem jeweiligen Gipfel zu sehen ist.
Einen guten Tiefblick hat man vom Piz Lad aus. Ausgangspunkt ist hierbei die Reschner Alm. Das Panorama schließt dabei das Engadin, den Obervinschgau und die umliegenden Berge ein.
Wanderungen sind jedoch auch unterhalb des Gipfels möglich. Empfehlenswert ist die Wanderung von Reschen über die Kapelle von Vallierteck bis ins Rojental.

## Angrenzende Orte und Fraktionen
- Nauders (A), Martina (CH), Graun, Langtaufers, St. Valentin auf der Haide

## Gehöfte und Weiler
- Tenders, Pitz, Froi, Rojen, Giern, Spien

## Sehenswürdigkeiten
- Pfarrkirche St. Sebastian mit Kirchenausstattungen aus der alten gesprengten Vorgängerkirche
- Martinskapelle am Giernhof mit kunsthistorisch bedeutender Ausstattung
- Wallfahrtskapelle Valiertegg mit anspruchsvollem Kreuzweg über 200 Höhenmeter auf einem Kilometer
- Etschquelle
- Bunkeranlagen im Umfeld der Etschquelle

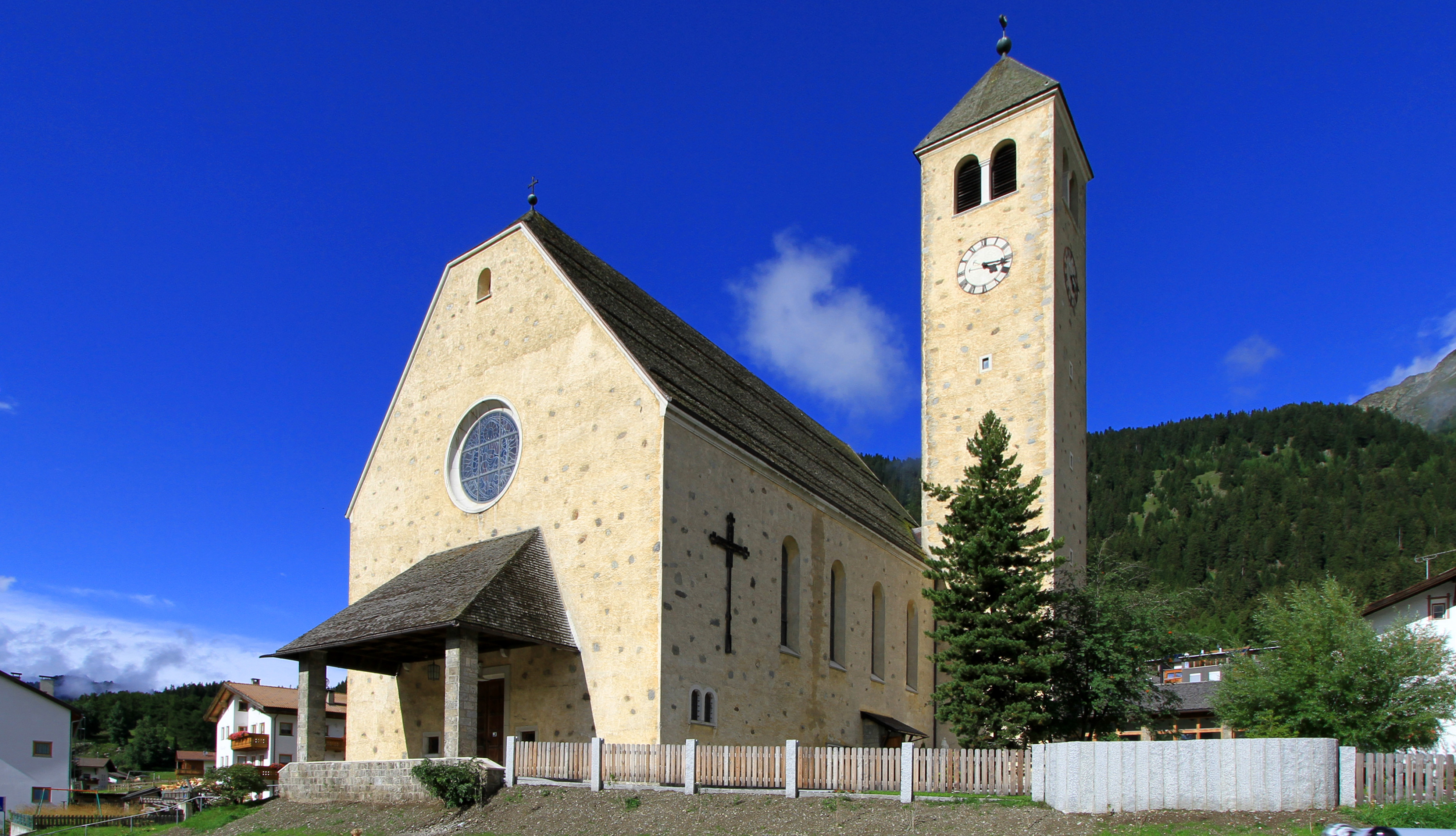
St. Sebastian
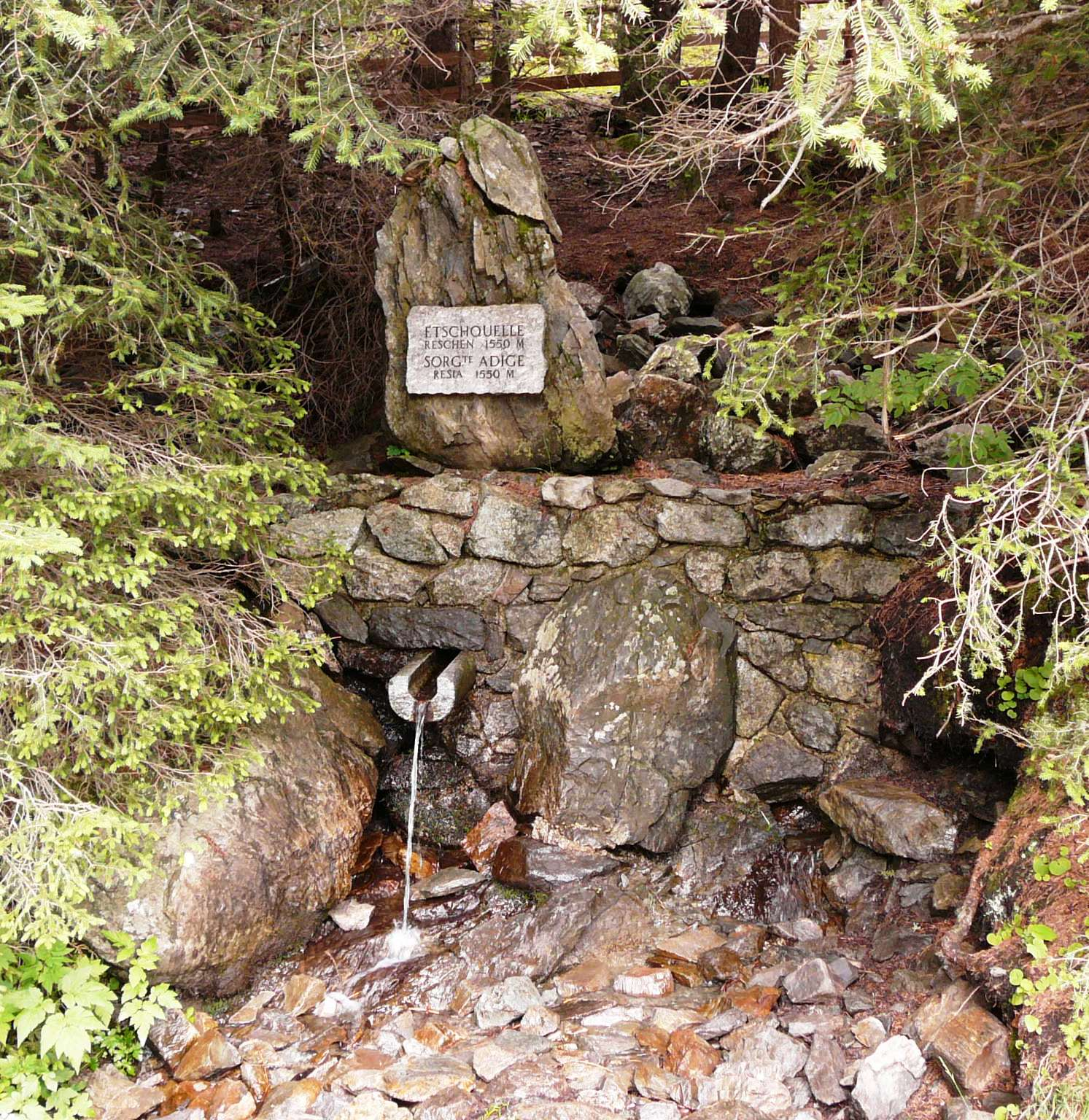
Etschquelle
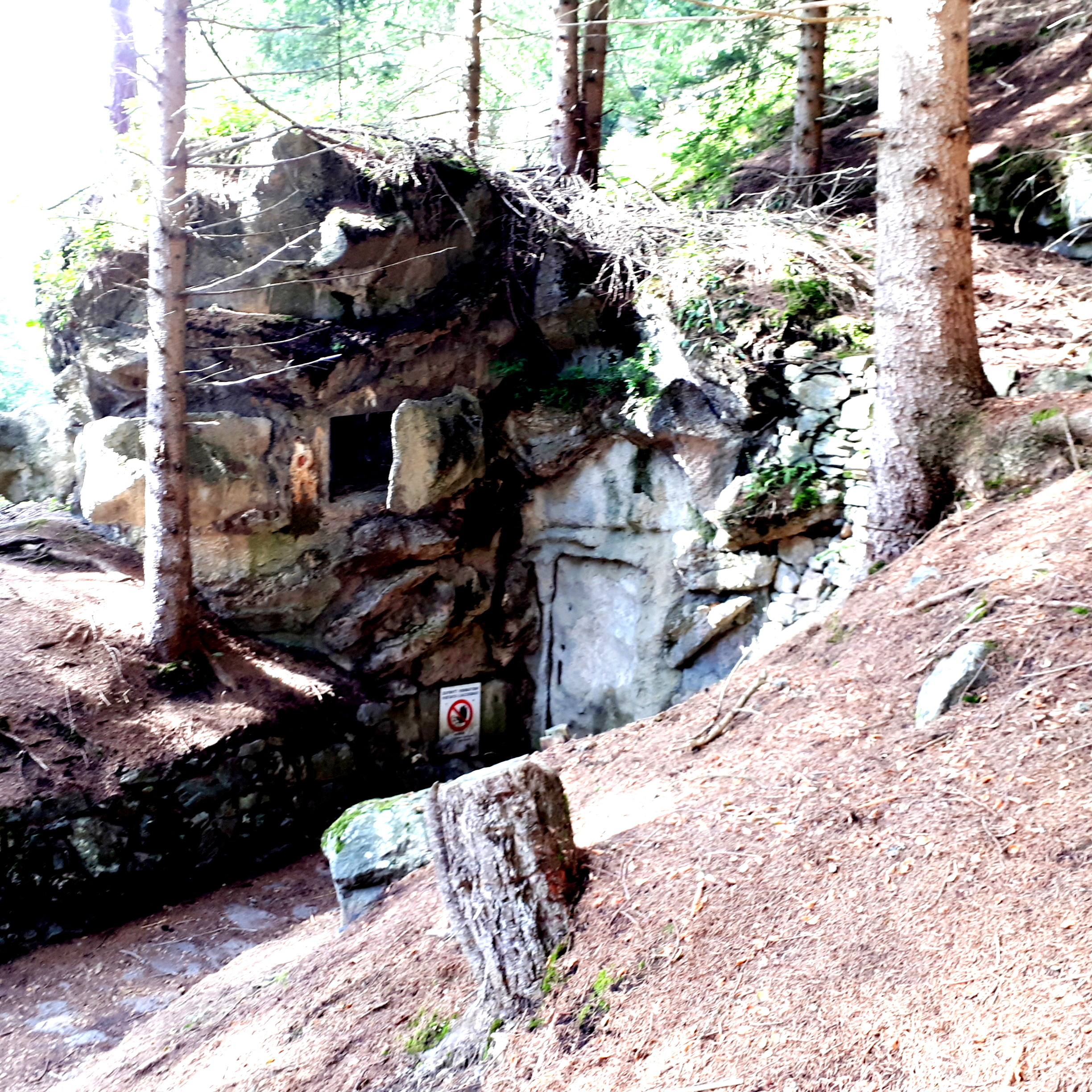
Bunkeranlage an der Etschquelle
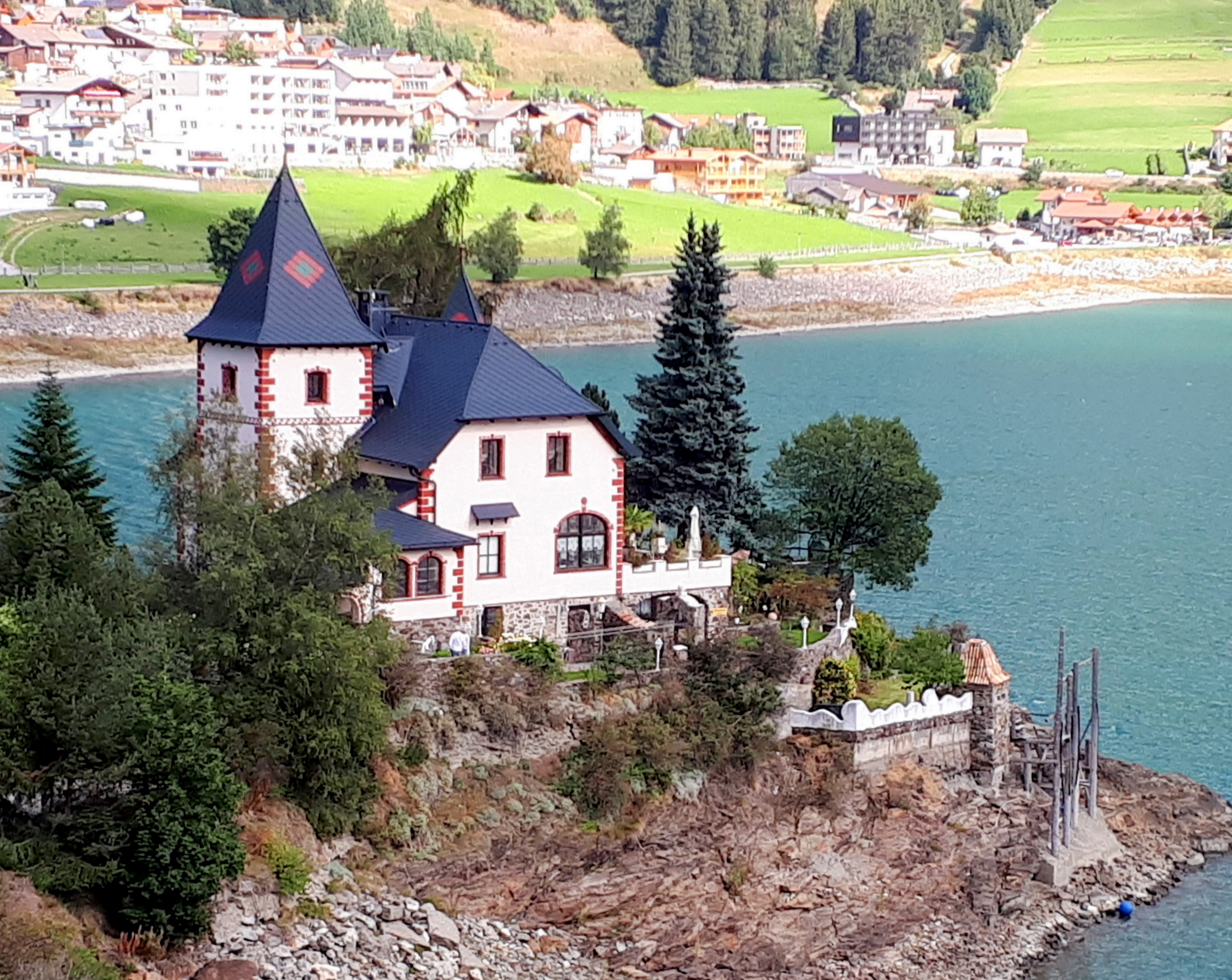
Schlössl am See
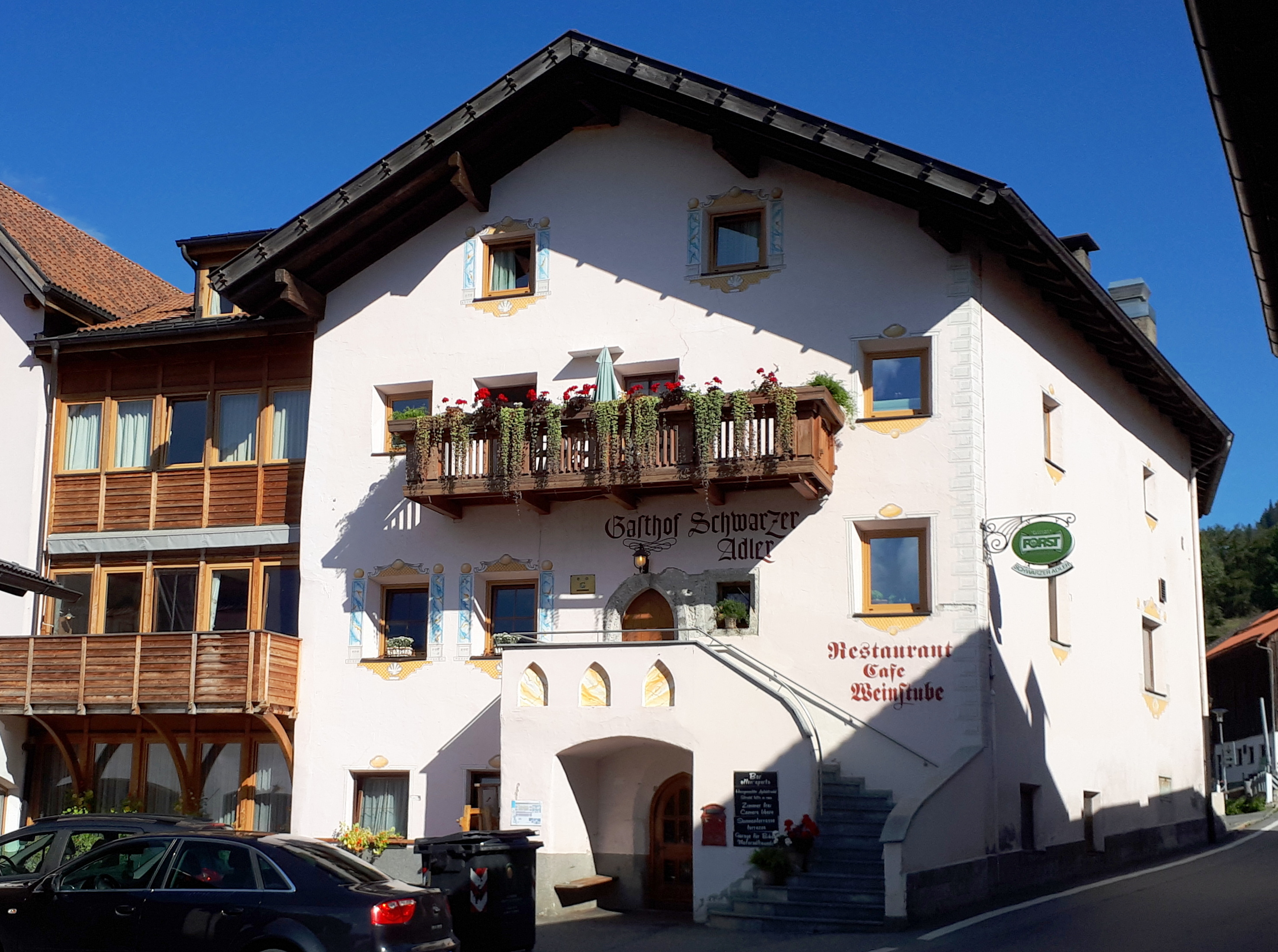
Schwarzer Adler